# Jan Miel

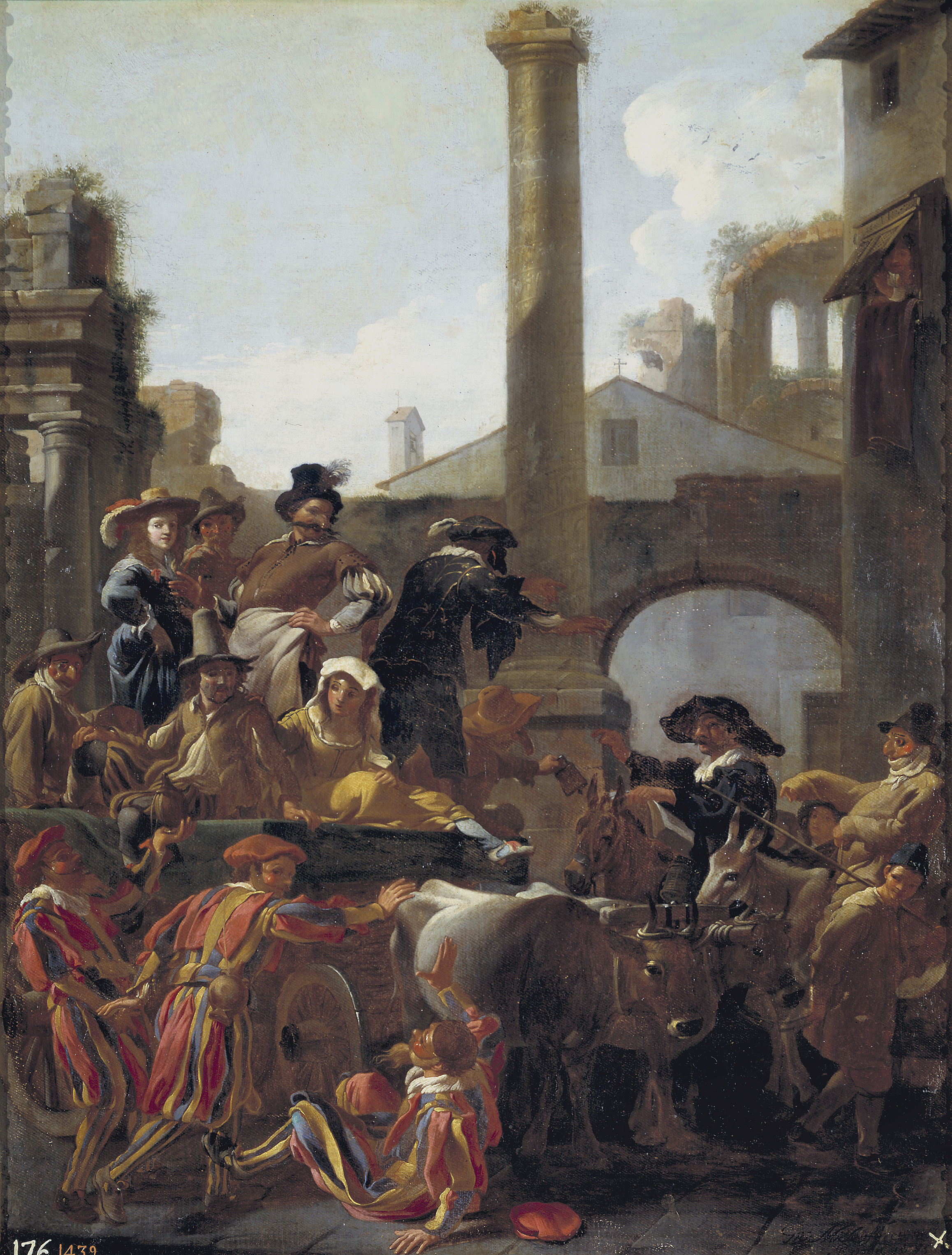
El Carnaval en Roma, 1653, óleo sobre lienzo, 68 x 50 cm, Madrid, Museo del Prado.

Jan Miel o Jan van Bike Miel, llamado «Il Cavaliere Gioo» (Beveren 1599-Turín, 1664), fue un pintor y grabador de origen flamenco, formado probablemente en Amberes y establecido a partir de 1633 en Italia donde realizó el grueso de su obra conocida.

## Biografía y obra
Documentado en Roma al menos desde 1633, formó parte de la corriente de los bamboccianti o bambochantes, dedicado a la realización de pequeñas escenas de género en las que reflejó el ambiente callejero de Roma y sus alrededores. Seguidor en este aspecto del holandés Pieter van Laer, algunos de cuyos cuadros copió, será no obstante, junto con Michelangelo Cerquozzi, el responsable de la evolución del género, al potenciar el desarrollo de la anécdota en perjuicio del paisaje, como pintor, principalmente, de figuras.
Sus obras más conocidas en este género son las que reflejan la animación de los carnavales romanos (Carnaval en Piazza Colonna, 1645, Wadsworth Atheneum, Hartford y Carnaval en Roma, 1653, Museo del Prado). Desde su inicial adscripción al género bamboccianti Miel evolucionó hacia el clasicismo, colaborando en algunas obras de Andrea Sacchi. También colaboró con Viviano Codazzi pintando las figuras de sus paisajes y perspectivas arquitectónicas. 

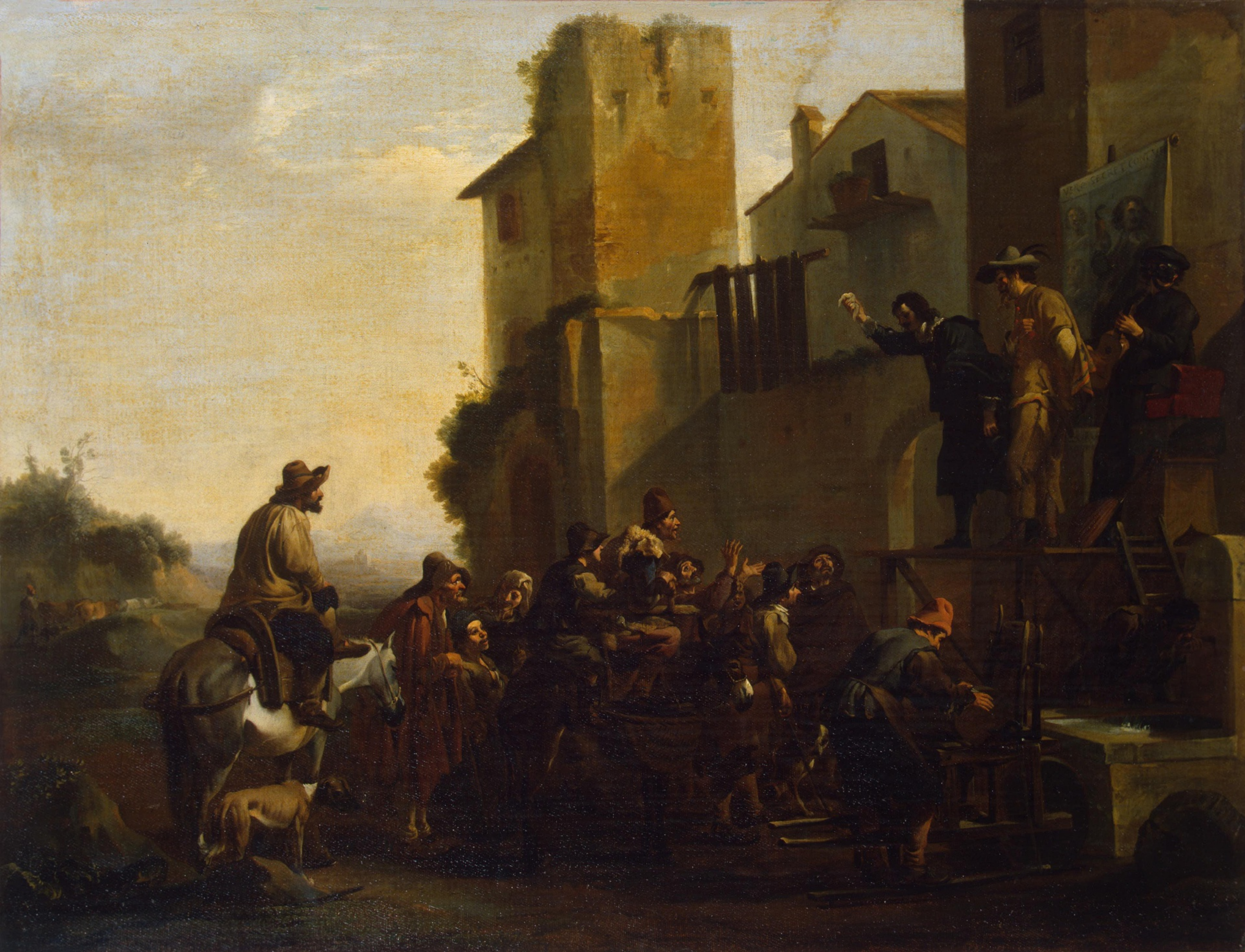
Charlatán, óleo sobre lienzo, 60 x 74 cm. San Petersburgo, Museo del Hermitage.

Ingresó en la Academia de San Lucas de Roma y se dedicó al final de su carrera a la pintura religiosa, dejando algunas obras en iglesias romanas y participando en la decoración del Palacio del Quirinal, donde en 1656 pintó el fresco del Paso del Mar Rojo. En 1658 se trasladó a Turín, donde trabajó al servicio del duque de Saboya, falleciendo en esta ciudad.
De su trabajo como grabador se conocen los ejecutados para De Bello Belgico, obra de Famiano Strada editada en Roma en 1647 destinada a conmemorar las campañas militares de Alejandro Farnesio en los Países Bajos al servicio del rey de España. Un retrato del cardenal Maffeo Barberini para la Academia de San Lucas fue grabado por Claude Mellan.
Algunas de sus «bambochadas» se conservan en el Museo del Prado (La merienda, El barbero del lugar, Escenas populares, Cabaña con sus habitantes, Parada de cazadores, procedentes todas de la colección real), el Museo del Ermitage (Charlatán, Cazadores en reposo) y la Royal Collection de Inglaterra (Campesinos junto a la taberna).